# حسين فوزي النجار
حسين فوزي النجار (16 نوفمبر 1918 - 10 ديسمبر 2003) هو مؤرخ مصري، وعالم سياسي، وباحث إسلامي . نشر أكثر من 55 كتابًا عن تاريخ الشرق الأوسط وسياساته خلال فترة حياته.  حصل على زمالة ما بعد الدكتوراة من جامعة هارفارد في مجال العلوم السياسية.

## سيرته
تخصص حسين فوزي النجار بالتاريخ وتخرج عام 1940 من جامعة فؤاد الأول وفي نفس العام تخرج أيضاً من الكلية الحربية الملكية المصرية قوات الاحتياط. كانت دفعته هي الأولى من قوات الاحتياط التي حصلت على رتبة ضباط في الجيش. كما التحق بمعهد الصحافة ومعهد التربية في الجامعة.
في عام 1941، بدأ حياته كضابط في الجيش وشارك بشكل فعال في الحرب العالمية الثانية وحرب 1948 العربية الإسرائيلية. انتقل بعدها لتدريس التاريخ الروسي في الكلية الحربية المصرية خلال الأعوام من (1950-1954). في عام 1952، لعب دوراً فعالاً في الانقلاب المصري. أصبح شخصية بارزة في مجال السياسة والاستراتيجية في الشرق الأوسط، وألقى محاضرات عديدة في كلية الأركان العسكرية حتى عام 1954. عُين مستشارًا في وزارة التربية والتعليم من عام 1954 إلى عام 1961، كما شغل منصباً دبلوماسياً، بناء على توصية وزير الدفاع المشير محمد إبراهيم، الذي أصبح بناءً على توصيته أيضاً رئيساً لقسم الإعلام بجامعة الدول العربية .
في عام 1957 حصل حسين النجار على الدكتوراه في الصحافة من جامعة القاهرة بمرتبة الشرف الأولى. في الوقت نفسه اكتسب خبرة الكتابة في الأمور التاريخية في جريدة الجريدة التي أسسها أحمد لطفي السيد. كتب بعد ذلك سيرة للمعلم لطفي السيد أستاذ الجيل ، وكان من تلاميذه، وكذلك لمحمد حسين هيكل، الذي أدرك أن لدى النجار مقومات المؤرخ العظيم. كان هيكل قد كتب مقدمة كتاب النجار "السياسة والإستراتيجية في الشرق الأوسط" الصادر عام 1950، والذي يعتبر عملاً رائداً.

## حياته بعد التقاعد
رغم تقاعده رسميًا في عام 1973، واصل النجار التدريس في مؤسسات مختلفة، بما في ذلك جامعة القاهرة وجامعة الأزهر. كما كان مدافعًا عن حقوق الإنسان وعضوًا مؤسسًا لأول منظمة مسجلة لحقوق الإنسان في مصر، وهي جمعية أنصار حقوق الإنسان في مصر. ساهم مع توفيق الحكيم ويوسف السباعي في تأسيس اتحاد الكتاب المصري . توفي عام 2003 بعد معاناته من مرض عضال.

## منشوراته
كتب حسين فوزي النجار ما يزيد عن 55 كتابًا، ومن مؤلفاته في التاريخ والسير:
- «التاريخ والسير»، نشر المكتبة الثقافية (القاهرة 1963).

- «الإسلام والسياسة» ، صدر عن دار المعارف، القاهرة، 1977
- «الدولة والحكم في الإسلام» ،صدر عن دار الحرية، القاهرة، 1985
- «الإسلام وآمن الحضارة» ،صدر عن دار التاء عون، القاهرة، 1993
- «الإسلام والدولة العصرية» ، صدر عن الحي المصري أمام الكتاب القاهرة، 1988م.
- «الإسلام وروح العصر» ، صدر عن دار المعارف للطباء والنشر، القاهرة، 1979
- «السياسة والاستراتيجية في الشرق الأوسط» ، صدر عن مكتبة النهضة المصرية، القاهرة، 1953
- «العرب والعروبة» ، صدر عن مكتبة الأنجلو المصرية، القاهرة، 1984
- «أمريكا والعالم» ، صدر عن مكتبة مدبولي، القاهرة، 1986
- «الشرق العربي بين حربين» ، صدر عن الدار القومية للطباء والنشر، القاهرة، 1963.
- «مصر في المحيط الدولي» ، صدر عن سلسلة اخترنا للطالب، القاهرة، 1963
- «الفكر السياسي الحديث» ، صدر عن دار الكاتب العربي 1967.

- «وحدة التاريخ العربي» ، صدر عن مكتبة الأنجلو المصرية، 1964

- «أرض المياد»، صدر عن دار المعارف، القاهرة، 1958
- «وعد بلفور» ، صدر عن سلسلة اخترناه للطالب، القاهرة، 1960يتناول هذا الكتاب موضوع الخطاب الذي عرف بوعد بلفور.
- «مع الأحداث في الشرق الأوسط 1946 إلى 1956» ، صدر عن مكتبة القاهرة الحديثة، القاهرة، 1957
- «ثورة في التعليم» ، صدر عن مكتبة النهضة المصرية، القاهرة، 195.
- «رفاعة الطهطاوي: رائد فكر وإمام نهضة» ، صدر عن الدار المصرية للتكليف والترجمة، 1966.
- «أحمد لطفي السيد: أستاذ الجيل» صدر عن الدار المصرية للتأليف والترجمة، 1965.
- «لطفي السيد والشخصية المصرية»، صدر عن مكتبة القاهرة الحديثة، 1963.
- «سعد زغلول: الزعامة والزعيم»، صدر عن مكتبة مدبولي، 1986.
- «هيكل وحياة محمد، منهج في دراسات التاريخ الإسلامي»، صدر عن مكتبة الأنجلو المصرية، 1965.
- «الدكتور هيكل وتاريخ جيل، 1888-1956» صدر عن الهيئة المصرية العامة للكتاب، 1988.
- «علي مبارك: أبو التعليم»، صدر عن دار الكاتب العربي، القاهرة، 1967.
- «محمد نجيب سفحاتون من تاريخ مصر المعصر» صدر عن رياض الريس، لندن، 1990.
- «مصطفى كامل» صدر عن المصرية للكتاب، 1994.

## الأعمال المترجمة
- كتاب «قضية الفكر الدولي في القرن العشرين» للكاتب كينيث طومسون صدر عن دار المعارف، 1980.
- كتاب «آن سوليفان معلمتي» للكاتبة هيلين كيلر، صدر عن دار المعارف القاهرة.
- كتاب «الأزهر في ألف عام» للكاتب لبيارد دودج، صدر عن دار الحياة المصرية الكتاب، 1994.
- كتاب «صلاة الحسم» بقلم كينيث جالبريث تقييمات في سياسة كندا، تأليف جون كنيثجلبرت، صدر عن دار النهضة العربية.

## فيلموغرافيا
- فوريجات (1951).